# Pavel Branko
Paul Branko (né le 27 avril 1921 et mort le 17 août 2020) est un critique de cinéma, théoricien du cinéma, traducteur de littérature et auteur d'essais critiquant l'utilisation problématique du langage. Il est connu en Slovaquie comme le « doyen de la critique de film ».
Après la chute du « socialisme réel » il a reçu de nombreux prix qui honorent l'homme et le travail d'une vie. Dans son existence et son œuvre, on trouve de nombreuses traces de l'histoire de la Tchécoslovaquie. Branko est marié à Emilia Brankova.

## Vie et oeuvre

### Jeunesse et début de carrière
Pavel Branko est né à bord d'un navire français qui se dirigeait vers Trieste, une ville portuaire de la mer Adriatique. Son lieu de naissance a été enregistré comme Trieste qui était récemment redevenu italien, après des années de domination autrichienne.
Le père de Branko était un Juif slovaque converti au protestantisme ; il était employé à Hatshava, district de Hnúšťa, Slovaquie et donc citoyen de Autriche-Hongrie, état multinational jusqu'en 1918. Et la mère de Branko était russe.
Branko a passé son enfance à Hatshava. Il s'installe à Bratislava en 1931. Entre 1932 et 1940, il fréquenta le lycée de cette ville. Après avoir obtenu son diplôme d'études secondaires en 1940, il s'inscrit à l'Université technique de Bratislava pour 1940-1941. L'année suivante, il fut rejeté à cause des racines juives de son père. Il eut ensuite trois emplois éphémères jusqu'à l'été 1942.

### Activité politique et emprisonnement
Le régime clérico-fasciste slovaque de Jozef Tiso (connu pour son antisémitisme) a amené Branko à rejoindre la résistance alors qu'il était encore au lycée. En 1939, propulsé par un "enthousiasme pour les idéaux de gauche", Branko rejoignit le parti communiste illégal, la plus importante force antifasciste en Slovaquie à l'époque,.
Son activisme politique prit fin brusquement en juin 1942, date à laquelle il fut arrêté avec quatre autres membres du parti. Peu de temps après son arrestation, il a été condamné à la prison à vie. Entre 1942 et 1945, Branko était un prisonnier politique à Bratislava, Nitra et Leopoldov.
Au cours de l'hiver 1945, craignant que l'Armée rouge ne libère les prisonniers politiques, le régime de Tiso a conclu un marché avec la Gestapo allemande. Les prisonniers ont été officiellement libérés, mais ont en fait été transférés à la Gestapo directement à l'entrée de la prison de Leopoldov.
Ainsi, Branko fut transféré avec beaucoup d'autres au Camp de concentration de Mauthausen en février 1945.
Les trois mois passés à Mauthausen, jusqu’à sa libération par l’armée américaine en mai 1945, ont été les plus difficiles de toute la période d’emprisonnement de Pavel Branko.

### Traduction littéraire et critique de film
Après la libération, Branko a travaillé en tant que traducteur indépendant de fiction et de non-fiction philosophique. Il a traduit de l'anglais, le russe et l'allemand vers le slovaque.
Les années 1945-1949 signifiaient pour lui une désillusion progressive concernant les pratiques réelles du Parti communiste et du Komintern. Cela s'est terminé par son retrait public du PC en 1949, avec de nombreuses conséquences,.
Néanmoins, la réputation d'un ancien combattant de la Résistance et prisonnier politique l'a sauvé du pire. Et quand il a commencé à écrire des critiques de films, il est rapidement devenu un critique de film indépendant et respecté. Entre 1948 et 1952, ses critiques de films ont été publiées dans de nombreux journaux et quotidiens, tels que Kultúrny život (Vie culturelle), Ľudovýchova (Éducation vernaculaire), Náš film (Notre film), Pod zástavou socializmu (Sous la bannière de Socialisme), Práca (Travail), Pravda (Vérité), Slovenská reč (Langue slovaque), Slovenské pohľady [Vues slovaques], Smena (Changement), Svet socializmu (Monde du socialisme) et autres.
L'année 1952 entraîna un tel resserrement des limites idéologiques imposées que Branko ne put l'accepter, compte tenu de sa propre hiérarchie des valeurs. Il décida de démissionner de son poste de critique de cinéma et se retira avec sa première femme Maria dans une cabane solitaire dans les Hautes Tatras, une chaîne de montagnes du nord-est de la Slovaquie, où il se limita à la traduction de livres.
En 1956 (une année appelée « période de dégel »), Pavel Branko rentre à Bratislava : il est invité à occuper un poste stable en tant que rédacteur d'un nouveau journal bi-hebdomadaire intitulé Film a divadlo (Film et théâtre). Depuis 1956, Branko se spécialise dans le documentaire et participe régulièrement aux festivals de courts métrages de Karlovy Vary, Oberhausen, Leipzig et Cracovie (parfois en tant que membre du jury), et au festival national du film de Pula en Yougoslavie.
Dans les années 1950, 1960 et au début des années 1970, il publie ses critiques et essais principalement en slovaque et en tchèque. Les médias slovaques qui ont publié ses critiques de films au cours de cette période comprennent Čítanie o ZSSR (Lecture sur l'URSS), Film a divadlo (Film et théâtre), Kultúrny život (Vie culturelle), Ľudovýchova (Éducation vernaculaire), Mladá tvorba (La jeune génération). Národná obroda (Renaissance nationale), Nové slovo (Mot nouveau), Práca (Travail), Pravda (Vérité), Predvoj (Avant-garde), Príroda a spoločnosť (Nature et Société), Rodina a škola (Famille et École), Slovenský rozas (Radio slovaque), Slovenka (Femme slovaque), Slovenská reč (Langue slovaque), Slovenské pohľady (Vues slovaques), Slovenský jazyk a literatúra (Langue et littérature slovaques), Smena (Transfert), Svet socializmu (Monde du socialisme), Učiteľské noviny (Journal du professeur), Új szó (Nouveau mot - publié en hongrois), Umelecké slovo (Art littéral), Televízia (Telévision), Večerník (Le journal du soir) et Život (La vie).
Parmi les médias tchèques ayant publié ses articles figurent Czechoslovak Life, Divadelní a filmové noviny (Nouvelles du théâtre et du cinéma), Estetika (Aesthetica), Film a doba (Film et temps), Filmové a televizní noviny (Nouvelles du cinéma et de la télévision), Reportér, Rudé právo (Loi rouge), Plamen (Flamme) et Tvorba (Création).
À l'étranger, la critique cinématographique de Branko a été publiée occasionnellement par Les Lettres françaises (en France), par Telegram (Zagreb, Yougoslavie) et en Pologne, par trois revues cinématographiques de renom: Ekran Warszawski (Écran de Varsovie), Film polski (Film polonais) et Kamera.
En Allemagne de l'Ouest, sa critique de film est apparue dans Filmstudio, en Allemagne de l'Est dans Filmspiegel (Miroir de films) et dans Deutsche Filmkunst (Art cinématographique allemand), en Suède dans Filmrutan (Cadre de cinéma; Movie Frame). Dans le pays qui s'appelait alors l'Union soviétique, deux revues de cinéma de grande qualité ont publié ses critiques de films: Iskusstvo kino (Art cinématographique) et Sovetskij ekran (Cinéma soviétique). « En tant que publiciste, il était pleinement reconnu dans les années soixante. »
En 1968, alors que le printemps de Prague était encore florissant, Branko dirigea un séminaire destiné aux scénaristes en herbe de l'Académie des arts de la scène de Bratislava.
À l'été de 1968, il faisait partie d'une délégation de cinéastes et de critiques slovaques venus à Bochum (Allemagne) pour présenter et discuter de films slovaques non-conformistes, notamment de films tels que « Zbehovia a pútnici » (Déserteurs et pèlerins, en anglais : Deserters and Wanderers  [or Pilgrims]) de Juraj Jakubisko.
Tout en étant déjà un critique de cinéma respecté, Branko a continué à travailler comme traducteur littéraire. En 1967, il obtint des prix honorifiques du SKK et du SV ČSSP pour sa traduction de « La Vie de Klim Samguine » de Maxime Gorki (Zhizn Klima Samgina / изнь Клима Самгина).

### Placé sur la liste noire
En 1970, Pavel Branko a démissionné en tant que rédacteur de Film a Divadlo (Film et théâtre). À l'époque, c'était sa propre décision de le faire. Il a déjà constaté que ses convictions étaient inconciliables avec la ligne politique (la « normalisation ») imposée par un nouveau rédacteur en chef. C'était deux ans avant qu'il ne soit placé sur la liste noire officielle. Le fait qu'il ait été mis sur la liste était dû à son soutien pour – et à son implication dans – le mouvement que les médias occidentaux ont appelé le « printemps de Prague ».
En 1970, Branko réussit brièvement à décrocher un emploi d'un an en tant que collaborateur scientifique à l'Institut slovaque du film (SFÚ).
En 1973, à l'âge de 52 ans, il a été contraint à la « retraite » pour de bon. Ce fut également le moment de son divorce. Il a épousé sa deuxième épouse, Emilia, en 1979.
En tant que critique de cinéma, il est resté sur la liste noire pendant toute la période de « normalisation » du socialisme réel (1972-1989) et en tant que traducteur, de 1972 à 1978. De 1972 à 1976, il publia de temps en temps des essais de films sur des sujets non controversés. Cela a été possible parce que ses amis et anciens collègues ont convenu qu'il pourrait utiliser leur nom comme couverture.

### Depuis 1989
Entre 1990 et 2007, Pavel Branko a publié des critiques de cinéma dans des revues et quotidiens tels que Dialóg, Film.sk, Film a doba (Film et temps), Revue Filmová (Revue de film), Kino-Ikon, Kultúrny život (Vie culturelle), Mosty (Ponts), Nové slovo (Mot nouveau), Pravda (Vérité) et Sme (Nous sommes), ainsi que sur les ondes hertziennes via Radio Free Europe.

## Distinctions
En 1997, Pavel Branko a reçu un doctorat honorifique de l'Académie des arts de la scène (VŠMU). Trois ans plus tard, en 2000, divers prix honorifiques lui ont été décernés par la SFZ, le STT et la LFSR (Prémia SFZ, STT, LFSR) pour ses œuvres rassemblées contenant une grande partie de ses critiques de film. Les 3 volumes sont intitulés Straty a nálezy (Textes perdus et retrouvés), I, II, III.
Également en 2000, Pavel Branko s'est vu décerner le Zlatá Kamera (Caméra d'or) au MFF Art Film Festival, ainsi qu'un diplôme laudatif du Premier ministre. Et la même année, il reçoit le prix Cena slovenskej filmovej kritiky (Prix de la critique cinématographique slovaque) pour sa Straty a nálezy, 1948 - 98.
En 2007, il a reçu le prix Slnko v sieti (Le soleil dans le filet) de l’Académie slovaque du film et de la télévision pour ses réalisations exceptionnelles (Cena Slnko v sieti za celoživotné dielo).

## Deux documentaires sur Pavel Branko
En 2009, la documentariste Zuzana Piussi (ou Susanne Piussi) a réalisé le documentaire Un héros de notre temps à propos de Pavel Branko. Le titre fait référence au roman de Lermontov qui dépeint un « homme superflu » - une allusion qui sert à nous rappeler que Branko se voit ironiquement ou sceptiquement comme un « homme superflu » – un homme qui « nage à contre-courant ».
En 2010, Jaro Rihák a réalisé un portrait de Pavel Branko pour la série slovaque télévisée GEN (Galerie de l'élite nationale).

## Littérature sur Branko
- Pavel Branko: v znamení filmu a jazyka (Dans le signe du film et du langage). Essais par Erik Binder, Boris Filan, Ladislav Volko, Zuzana Piussi, Iris Kopcsayová, Martin Šmatlák, Rudolf Urc, Václav Macek, Jelena Paštéková, Martin Kaňuch, Martin Štoll, Peter Ulman, Martina Ivanová, et Ingrid Hrubaničová. Bratislava: Slovenská filmová a televízna akadémia/Slovenský filmový ústav (Académie slovaque du film et de la télévision / Institut slovaque du film Slovak, editeurs), 2019.  (ISBN 978-80-85187-77-9).
- Vladimír Jancura, “Pavel Branko: Nedám si od žiadnej doby brnkať po nose”, dans: Pravda (page Culture), 13 mars 2010. Aussi en ligne:  –  Pravda est un quotidien politique imprimé du centre-gauche publié à Bratislava, capitale de la Slovaquie.
- Iris Kopcsayová, “Odsúdený na doživotie,” in: Sme (édition imprimée), 24 février 2007. Également en ligne : “Odsúdený na doživotie” ; voir aussi . – Sme est le quotidien le plus vendu en Slovaquie. On dit qu'il est de centre-droit dans son orientation politique. - Édition imprimée :  (ISSN 1335-440X). Le document est également disponible en ligne.  (ISSN 1335-4418).
- Mariana Jaremková, “Filmovanie bolo pre mňa zážitkom,” (Entretien avec Pavel Branko), in : Film.sk, no.11, nov. 2009, p. 29–33.  (ISSN 1335-8286). – Aussi en ligne : “Filmovanie bolo pre mňa zážitkom”.
- Emil Polák, “Knihy, ktoré by vás mohli zaujímať aj po novom roku" (Des livres qui devraient vous intéresser, même après le Nouvel An), une critique du livre de Branko intitulé « Proti prúdu », en français : « À contre-courant » (ou « Contre le courant »), dans Nové slovo, le 27 déc. 2011. - Nové slovo (Mot nouveau) est un hebdomadaire de gauche consacré à la politique, la culture et l'économie  (ISSN 1336-2984). – Aussi en ligne : "Knihy, ktoré by vás mohli zaujímať aj po novom roku".
- 14. Medzinárodný filmový festival Bratislava / 14th International Film Festival Bratislava, 9–15 November 2009 (ed.), Hrdina našich čias (Un héros de notre temps). - Publication du festival.

## Sélection de publications de Branko

### Livres
- Pavel Branko, Od začiatkov po prah zrelosti slovenský film 1945-1970 (Des débuts au seuil de la maturité - Le cinéma slovaque 1945-1970). Bratislava (VŠMU / Académie des arts de la scène / Academy for the Performing Arts) 1991;  (ISBN 80-85182-17-3).
- Pavel Branko, Mikrodramaturgia dokumentarizmu. Bratislava (Slovenský filmový ústav/ Institut slovaque du film / Slovak Film Institute), 1991, 95 p.;  (ISBN 80-85187-00-0). - Micro-dramaturgie de films documentaires; réflexions théoriques.
- Pavel Branko, Straty a nálezy I, 1948 – 98 (Textes perdus et retrouvés I, 1948 – 98). Bratislava (filmová a Televízna Fak. VŠMU / Département du film et de la télévision, Académie des arts de la scène ; Národné centrum pre audiovizuálne umenie / Centre national d'art audiovisuel) 1999. 225pp. ;  (ISBN 80-85182-52-1). - Collection de critiques de films publiées entre 1948 et 1998 dans diverses revues de cinéma et dans la page culture des principaux quotidiens.
- Pavel Branko, Straty a nálezy II, 1963 – 2005 (Textes perdus et retrouvés 2, 1963 – 2005). Bratislava (FOTOFO; FTF VŠMU; Slovenský filmový ústav / SFÚ – Institut slovaque du film  / Slovak Film Institute) 2005, 260 p.;  (ISBN 80-85187-44-2). - Like Part 1 but short-film topics only.
- Pavel Branko, Straty a nálezy III, 1963 – 2007 (Textes perdus et retrouvés 3, 1963 – 2007). Bratislava (FOTOFO, FTF VŠMU, SFÚ) 2007, 294 p.;  (ISBN 978-80-85187-48-9). - Miscellanea.
- Pavel Branko, Proti prúdu (À contre-courant). Bratislava (Marenčin PT/SFÚ) 2011, 219pp.;  (ISBN 978-80-8114066-2 et 978-80-8518759-5). - Autobiographie sociocritique.
- Pavel Branko. Úklady jazyka (Schemas du Langage). Bratislava (MilaniuM/SFÚ) 2014, 270pp;  (ISBN 978-80-89178-54-4). - Des commentaires amusants et ironiques sur les malentendus causés par les transplantations littérales qui se produisent dans le contexte de l'interaction entre les langages apparentées.
- Pavel Branko. Úskalia a slasti jazyka (Falaises et délices du langage). Bratislava (MilaniuM/SFÚ) 2015. 311 p.;  (ISBN 978-80-89178-63-6). - Poursuite des Schémas de langage, l'accent étant mis sur la critique acerbe des moyens de masquer des objectifs cachés en utilisant des discours et des euphémismes politiquement corrects.
- Pavel Branko (interviewé par Iris Kopcsayová), Ráno sa zobudím a nie som mŕtvy : Rozhovory o láske a sexe, o bohu a smrti, ale aj o Trumpovi a populačnej explózii  (Au matin, je me réveille sans être mort. - Conversations sur l'amour et le sexe, sur Dieu et la mort et d'autres thèmes, notamment Trump et l'explosion démographique. Bratislava (Marenčin PT/SFÚ) 2016;  (ISBN 978-80-8114-737-1).
- Pavel Branko,  Gegen den Strom  (German translation of Proti prúdu / À contre-courant). Vienne: New Academic Press ; [2018].  (ISBN 978-3-7003-2004-3 et 3-7003-2004-3).
- Pavel Branko, Úlety a istoty jazyka  (Somersaults et certitudes du langage). Bratislava (MilaniuM/SFÚ) 2018. 167 p.;  (ISBN 978-80-89178-71-1). - Élaboré dans l'esprit de Falaises et délices du langage, enrichi par une sélection d'aphorismes caractérisés par l'humour noir, en jouant sur les mots, les persiflages - et les parodies - de proverbes, ballades et mythes.

### Articles de Branko accessibles également en ligne
- Úklady jazyka alebo slovgličtina (Schémas de la langue ou slovènglais / Slovenglish). Une série d'articles publiés dans: Romboid (un magazine littéraire mensuel ;  (ISSN 0231-6714). - Ces articles ont été publiés au cours des années 2004-2010 (volumes 39 à 45) régulièrement tous les mois, depuis 2012 par intermittence. Les articles parus dans les volumes 2004-2010 sont entièrement accessibles sur le site .

### Œuvres littéraires traduites par Branko (sélection)
Les livres publiés en Tchécoslovaquie avant 1990 ne comportent ni ISBN, ni ISSN.
- Maxim Gorkij (Maxime Gorki), Klim Samgin I-II (La Vie de Klim Samguine). - Orig.: Žizň Klima Samgina I-IV; Z rus. orig. prel. a štúdiu napísal Pavel Branko (trad. du russe par Pavel Branko). Bratislava (Tatran) 1967. Vol. 1, 989 pp., Vol. 2, 801 p.- (Voir la base de données du National Library of the Czech Republic. .)
- Alexej Tolstoj (Alexey Tolstoy ou Alexis Nikolaïevitch Tolstoï), Krížová cesta (trilógia: I.-IIII) (Route du Calvaire).- Orig.: Choždenije po mukam I-III; z rus. orig. prel. Pavel Branko (trad. du russe par Pavel Branko); štúdiu nap. Ivan Slimák; ilustr. Ľudovít Ilečko. Bratislava (SVKL) 1956; 944 p. - 2e édition 1960; 3e édition 1965. (Voir la base de données de la Bibliothèque nationale de la République tchèque. .)
- Othar Čiladze (Otar Chiladze), Kam ideš, človek... (Où allez-vous, mec...), trad. par Pavel Branko. Bratislava (Tatran) 1985. 531 p. .
- Jack London, Volanie divočiny (The Call of the Wild); Biely Tesák (White Fang); Morský vlk (The Sea Wolf); úvod. štúdia Viktor Krupa ; z angl. orig. prel. Pavel Branko (trad. de la langue anglaise par Pavel Branko). Bratislava (Tatran) 1979. 508 p.
- Jack London, Elam Ohnivák (Burning Day), trad. par Pavel Branko; Železná päta (The Iron Heel), trad. par Štefan Kýška. Bratislava (Tatran) 1980. Dans cette combinaison : 1re édition.
- Bertolt Brecht, Rozhovory utečencov (titre allemand original : Flüchtlingsgespräche ; titre anglais : Refugee Conversations; en français : Conversations de réfugiés), trad. par Pavel Branko. Dans : Revue svetovej literatúry (Revue de la littérature mondiale / Revue of World Literature), T.26, no.6, 1990, p. 136–147.